# Numărătoarea manuală
Numărătoarea manuală este un film românesc din 2011 regizat de Daniel Sandu. Rolurile principale au fost interpretate de actorii Alexandru Georgescu, Cătălin Stelian.

## Prezentare
Mircea și George trebuie să numere mașinile care trec pe șosele patriei în vederea unor statistici solicitate de UE. Însă cei doi au păreri diferite despre munca lor,iar prietenia lor se transformă în conflict.

## Distribuție
Distribuția filmului este alcătuită din:
- Cătălin Stelian — George
- Alexandru Georgescu — Mircea
- Marcelo Cobzariu — Directorul
- Iulian Dârlău — Mitrel